# 卢泰勒
卢泰勒（法語：Loutehel，法語發音：[lutɛl]）是法国伊勒-维莱讷省的一个市镇，属于勒东区。

## 地理
卢泰勒（47°56'10"N, 2°4'49"W）面积7.21 平方千米，位于法国布列塔尼大區伊勒-维莱讷省，该省份为法国西北部沿海省份，位于布列塔尼半岛东部，北濒大西洋，西接阿摩尔滨海省和莫尔比昂省，南至大西洋卢瓦尔省，西南端接曼恩-卢瓦尔省，东临马耶讷省，东北与芒什省接壤。
与卢泰勒接壤的市镇（或旧市镇、城区）包括：盖尔、马克桑、大普莱朗、瓦勒达纳斯特。

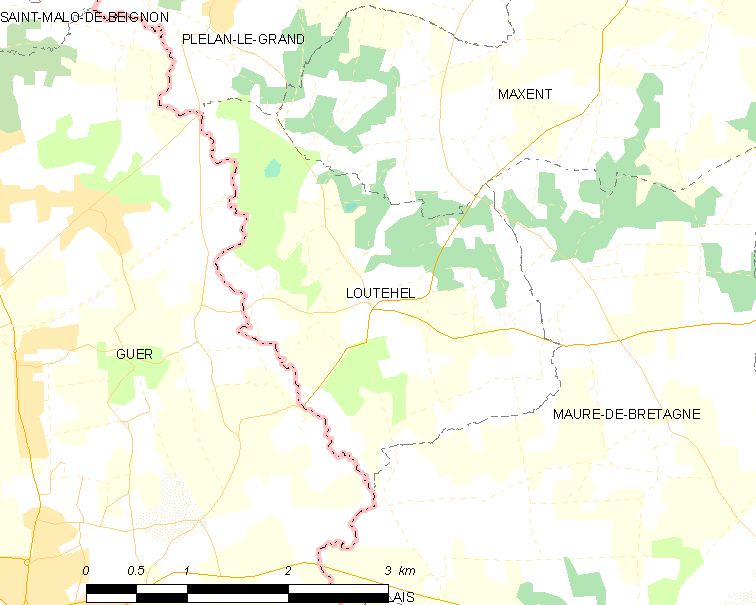
卢泰勒的OSM定位图

卢泰勒的时区为UTC+01:00、UTC+02:00（夏令时）。

## 行政
卢泰勒的邮政编码为35330，INSEE市镇编码为35160。

## 政治
卢泰勒所属的省级选区为吉尚县。

## 人口

1962-2008年间卢泰勒人口变化图示

卢泰勒于2022年1月1日时的人口数量为235人。